# ヨシオカサトシ
ヨシオカ サトシ（Satoshi Yoshioka　男性、1967年10月8日 - ）は、日本のイラストレーター、キャラクターデザイナー、コミックアーティスト。大阪府出身。旧名「吉岡さとし」。
大阪府出身。1985年に月刊ガロにて漫画デビュー。大阪芸術大学卒。1990年にコナミに入社。小島秀夫の下でスナッチャー（PCE)、ポリスノーツ（PC9821)の開発に参加。バットマンなどの海外向けソフト開発に参加。その後、SNKやソフトハウスなどを経てイラストレーターに転身。出版、音楽、ゲーム業界など多岐に渡って活動している。
2011年に小島プロダクションが制作、グラスホッパー・マニファクチュアの須田剛一がシナリオを手掛けたラジオドラマ「スダッチャー」において、キャラクターデザインとイラストを担当。
2012年にタイで開催されたデザインコンテスト「CE CONTESTⅡ」に日本代表として出場し優勝している。

## 作品
- 浜田省吾公式ファンクラブ会報「Road & Sky」／表紙
- 浜田省吾全国ツアーON THE ROAD 2006-2007 "MY FIRST LOVE IS ROCK'N'ROLL"／Tシャツデザイン
- 月刊iP!「有料ソフト切り裂きジャック」／キャラクターデザイン
- Shahin Badarアルバム「LAILA」／カバーイラスト
- 水谷公生（HAMZHUM）のアルバム「IN ASIA]／カバーイラスト
- 米米CLUB　a K2C ENTERTAINMENT 2009 KOME KOME CLUB*SUNRICE　宇宙からの地球編・地球からの宇宙編

／ツアーパンフレット掲載のアメコミ制作
- 米米CLUB　a K2C ENTERTAINMENT 2009 KOME KOME CLUB*SUNRICE　／グッズヘッダー用イラスト
- 格闘家川尻達也公式サイト／Ｔシャツ用マークデザイン、サイトトップイラスト
- 実録！体験談・刑務所の中シリーズ（コアマガジン刊）／表紙
- 実録！体験談・地下社会のタブー（コアマガジン刊）／表紙
- ニッポン潜入！禁断の秘境大全（ミリオン出版刊）／表紙
- ジャズピアニスト宮野寛子アルバム発売記念手拭い／イラスト
- Suda51's SDATCHER（スダッチャー）(コナミ）／キャラクターデザイン、イラスト
- 死ぬかと思った絶叫体験SPECIAL（ミリオン出版刊）／表紙
- 3RD WARE 「ハローキティｘDANKESCHOEN ｘ10人のアーティスト」コラボパンツデザイン
- まんが告発!非道いお仕事（コアマガジン刊）／表紙
- あなたのとなりの闇世界シリーズ（コアマガジン刊）／表紙
- あなたの知らない裏業界転落人生シリーズ（コアマガジン刊）／表紙
- 裏社会逆襲劇（コアマガジン刊）／表紙
- 実録・恐怖体験（コアマガジン刊）／表紙
- 実録ニッポン衝撃犯罪事件簿シリーズ（コアマガジン刊）／表紙
- サプリメント「竹乃力」／パンダキャラクターデザイン
- 衝撃事件・暴発人間ＳＰＥＣＩＡＬ（コアマガジン刊）/表紙
- まんが 実録怖い人 日常に潜む、絶対関わりたくない輩ども（コアマガジン刊）/表紙
- まんがこれが現実 貧しい日本シリーズ（コアマガジン刊）/表紙
- まんが知るほど怖い闇社会（コアマガジン刊）/表紙
- まんが地雷ニンゲン地獄変（コアマガジン刊）/表紙
- まんが密着！絶望24時（コアマガジン刊）/表紙
- 経費仕分け封筒・経費擬獣図鑑/キャラクターデザイン・イラスト
- 石井竜也2018全国ツアー「陣-JIN-」/龍の国絵地図・舞台用イラスト
- 石井竜也アルバム「龍」初回限定生産盤・中ジャケットイラスト
- まんが大人の失敗大辞典（コアマガジン刊）/表紙
- まんが怖い日本（コアマガジン刊）/表紙
- まんが怪しい裏仕事（コアマガジン刊）/表紙
- フリーランスの節税と申告・経費キャラ図鑑（中央経済社刊）/表紙・キャラクターデザイン
- まんが日本の裏職業大事典（コアマガジン刊）/表紙
- まんが日本の絶対貧困社会（コアマガジン刊）/表紙
- MOTHER公式コミック本「Pollyanna（ポリアンナ）」（株式会社ほぼ日）/見開きイラスト
- FORTNITE x NARUTO コラボメインビジュアル/原画・美術背景
- 植木等 KM REMIX だまって俺について来い (2022 Remix)/イラスト

## ゲーム
- スナッチャー（PCE-CDROM2)（1992年）[1]
- ポリスノーツ(PC9821)（1994年）[1]
- Ｔ.Ｍ.Ｎ.Ｔ.ミュータントウォリアーズ（1994年）
- The Adventures of Batman & Robin（1995年）
- NBA実況バスケットウイニングダンク （1996年）
- ときめきメモリアル・伝説の樹の下で（1996年）
- THE KING OF FIGHTERS'98(DC) (1998年）
- THE KING OF FIGHTERS'99 EVOLUTION(DC) (1999年）
- ハードボイルド２（2001年）
- デジモンテイマーズ・バトルスピリット（2001年）
- ワンピース・グランドバトル・スワンコロシアム（2002年）
- ソニックアドバンス２（2003年）
- 星のカービィ鏡の大迷宮（2004年）
- ドラゴンボールアドバンスアドベンチャー（2004年）
- 金色のガッシュベル!! うなれ!友情の電撃 ドリームタッグトーナメント（2005年）
- データカードダス ドラゴンボールZ（2005年3月）
- データカードダス ドラゴンボールZ2（2006年4月）
- 超ねんじゅーかいさい カードでおーえん! たまごっちカップ（2006年5月）
- たまごっちのプチプチおみせっち　ごひーきに（2006年）
- オールシーズンさぁイコー!カードでエントリー!たまごっちコンテスト（2007年3月）
- カスタムビートバトル・ドラグレイド（2007年）
- ロザリオとバンパイア 七夕のミス陽海学園（2008年）
- 刑事ハードボイルド（モバゲーアプリ）/キャラクターデザイン
- 任侠道/ヤクザキャラクター制作
- 進撃の巨人・反撃の翼/キャラクターイラスト制作
- ジュジュジュの呪太郎/キャラクターデザイン
- UPPERS(PS Vita)/イベントイラスト制作
- ソウルキャリバーVI/キャラクターデザイン（セルバンテス・デ・レオン）

## 注略
1. 1 2  「吉岡さとし」名義。